# Eoophyla iriusalis
Eoophyla iriusalis là một loài bướm đêm trong họ Crambidae.